# ノール＝パ・ド・カレー地域圏
ノール＝パ・ド・カレー地域圏（ノール＝パ・ド・カレーちいきけん、Nord-Pas-de-Calais）は、フランス北端、ベルギーと国境を接する、かつて存在した地域圏である。ピカルディ地域圏と合併し現在はオー＝ド＝フランス地域圏となっている。
第一次世界大戦では主戦場の一つとなり、大被害を受けた。北緯50度付近に位置し、かなり高緯度であるが西岸海洋性気候の恩恵を受けてフランス国内でも有数の日照時間と平均した降水量に恵まれ古くから産業が発達した。地域圏の面積は日本の新潟県と、人口は静岡県とほぼ同じぐらいである。首府は人口22万人の工業都市リール。
フランス有数の大規模な炭田地帯である。

## 行政区画
| 名称                           | 人口(人)  | 州都/主府/本部 | 備考 |
| ------------------------------ | --------- | -------------- | ---- |
| ノール県 Nord                  | 2,577,000 | リール Lille   |      |
| パ＝ド＝カレー県 Pas-de-Calais | 1,450,000 | アラス Arras   |      |

## 産業
主な産業は自動車、精密機械、鉄鋼、石油化学など。近くのロレーヌ地方やアルデンヌ地方などと同様、豊富で質の良い鉄鉱石や石炭を武器に工業化を推し進め長くフランスの工業界をリードしてきた。トヨタ自動車の工場が北部のヴァランシエンヌにあり、2001年から操業している。住民はフランデレン系とワロン系の混血が主体であり、一部地域ではフラマン語も使用されている。第二次世界大戦における主要な舞台となったダンケルクはフランスを代表する工業港として発展し、カレーはイギリスとの玄関口として重要な位置を占める。
陸海共に通商の一大拠点として早くから人口が集中したリール周辺は現在、フランス国内においてパリ・リヨン・マルセイユに次ぐ第4位の規模の都市圏を構成しているが、近年は主力であった鉄鋼業や造船業などが斜陽化し産業構造の転換を求められている。1人当たりのGDPも現在ではフランス全土の平均程度に留まっている。
地域圏における15歳未満の年少人口比率は20.4%（2005年）に達し、フランス国内で最も若年人口が割合として多いエリアとなっている。

## 世界遺産
この地域圏の中部と東部にかけて東西方向に広がる炭田地帯は2012年に世界文化遺産に登録された。構成する資産は合計108ヶ所に及ぶ。

### 登録基準
この世界遺産は世界遺産登録基準のうち、以下の条件を満たし、登録された（以下の基準は世界遺産センター公表の登録基準からの翻訳、引用である）。
- (2) ある期間を通じてまたはある文化圏において、建築、技術、記念碑的芸術、都市計画、景観デザインの発展に関し、人類の価値の重要な交流を示すもの。
- (4) 人類の歴史上重要な時代を例証する建築様式、建築物群、技術の集積または景観の優れた例。
- (6) 顕著で普遍的な意義を有する出来事、現存する伝統、思想、信仰または芸術的、文学的作品と直接にまたは明白に関連するもの（この基準は他の基準と組み合わせて用いるのが望ましいと世界遺産委員会は考えている）。